# Вансович, Дмитрий Николаевич
Дмитрий Николаевич Вансович (1839 — не ранее 1901) — русский генерал-лейтенант, участник подавления польского восстания и русско-турецкой войны .

## Биография
Сын генерал-лейтенанта, военного инженера Николая Григорьевича Вансовича. Из камер-пажей произведён в прапорщики Лейб-гвардейского Семёновского полка. В 1861 году подпоручик, а в 1862 году поручик, участвовал в усмирении польского восстания и за отличие награждён орденом Святого Станислава 3 степени с мечами и бантом. В 1865 году штабс-капитан, в 1871 году капитан и в этом же году награждён орденом Святой Анны 3 степени. В 1873 году произведён в полковники, участвовал в русско-турецкой войне 1877—1878 годов и за отличие был награждён орденом Святого Станислава 2 степени с мечами, орденом Святого Владимира 4 степени с мечами и бантом и орденом Святой Анны 2 степени с мечами.
20 сентября назначен 1879 года назначен командиром 144 пехотного Каширского полка; в 1882 году награждён орденом Святого Владимира 3 степени. 7 мая 1890 года произведён в генерал-майоры с назначением командиром 2-й бригады 31-й пехотной дивизии, в 1892 году удостоился изъявления монаршего благоволения. В 1893 году награждён орденом Святого Станислава 1 степени и в 1894 году опять удостоился Монаршего благоволения. Генерал-лейтенант с 16 января 1901.